# 藤澤友里
藤澤 友里（ふじさわ ゆり、9月8日 - ）は、日本の女性声優。アールグルッペ所属。愛媛県今治市出身。血液型はA型。

## 出演

### テレビアニメ
2016年
- Lostorage incited WIXOSS（女子）

### ゲーム
2014年
- しんぐんデストロ〜イ!（羽生谷 ジーナ）

### ドラマCD
- チャームド・ライフ～小さな魔法に包まれた日々～ 野バラの章 Synchro-tone（セリカ）

### 吹き替え
- 恋のときめき乱気流（ステファニー）
- ビッグ 〜愛は奇跡〜

### その他
- WIXOSS
  - 2016年1月から「ウィクロスガール研究生」としてイベントなどに参加。
  - 『WIXOSS２周年記念 大・お花見大会』にて研究生が外れウィクロスガールとなった。